# پولیتسه (منطقه تربیچ)
پولیتسه (به چکی: Police) یک منطقهٔ مسکونی در جمهوری چک است که در منطقه تربیچ واقع شده‌است. پولیتسه ۵٫۹۴ کیلومتر مربع مساحت و ۴۰۴ نفر جمعیت دارد و ۴۴۵ متر بالاتر از سطح دریا واقع شده‌است.